# Közösségi tudomány
A közösségi tudomány (házi tudomány, önkéntes tudomány, civil tudomány, angolul citizen science vagy CS) olyan tudományos kutatás, amelyet részben vagy egészben amatőr (vagy nem hivatásos) tudósok végeznek. A közösségi tudomány felfogható mint "a nyilvánosság részvétele a tudományos kutatásban", amelynek eredménye gyakran a tudományos kutatás előrelépése a tudományos közösségek kapacitásának javításával, valamint a tudományterületek nyilvánosság általi megértésének növelésével.

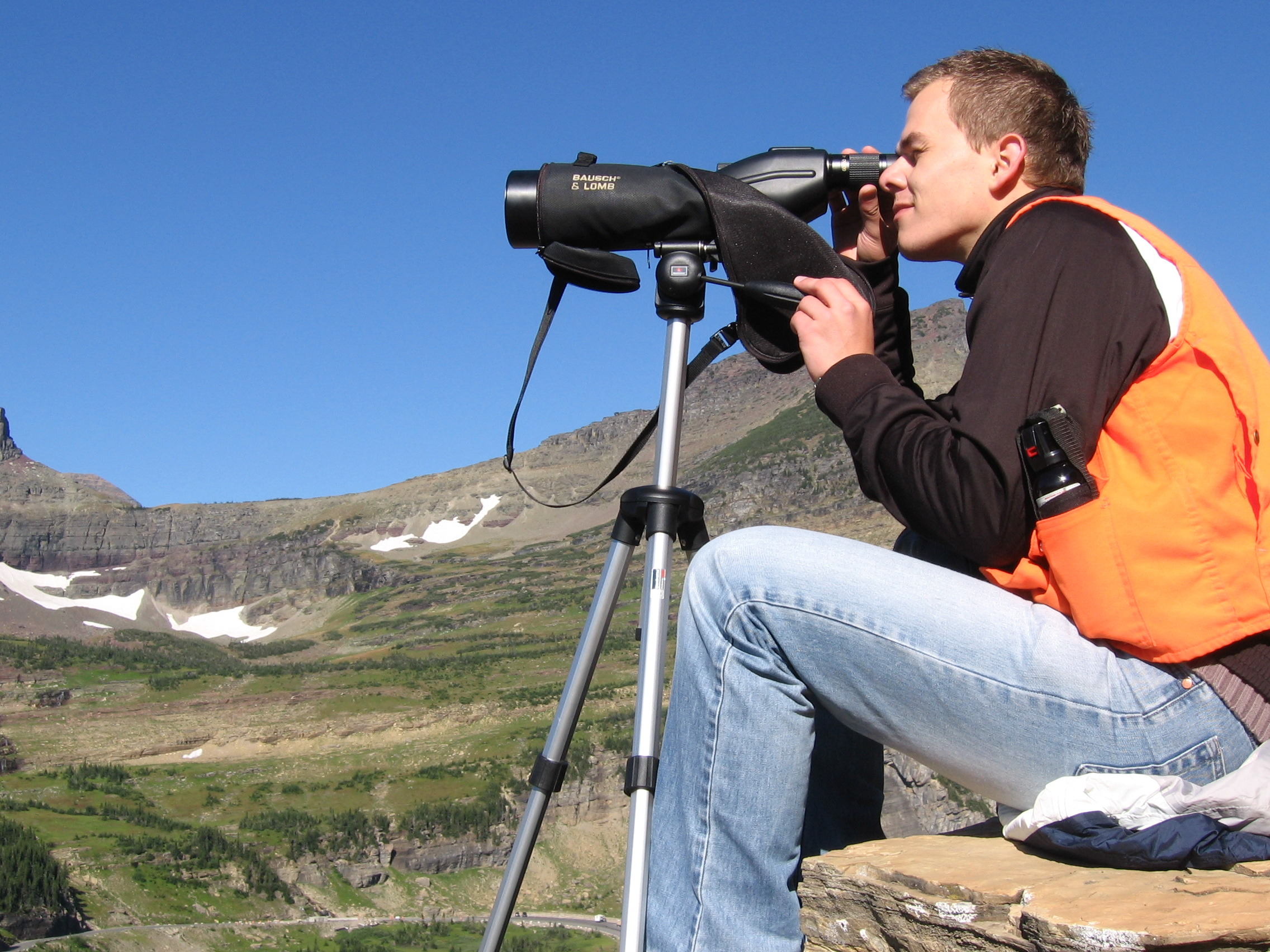
A Logan Pass közelében található sziklák átvizsgálása hegyi kecskék után kutatva, Glacier Nemzeti Park Közösségi Tudomány Program keretében

## Meghatározás
Az Európai Bizottság Digitális Tudományos Egysége és a Socientize.eu 2013-ban kiadott egy "Zöld könyv a közösségi tudományról" című dokumentumot, amely meghatározta a közösségi tudomány fogalmát, miszerint "a nyilvánosság részvétele a tudományos kutatási tevékenységekben, amikor az állampolgárok aktívan hozzájárulnak a tudományhoz szellemi erőfeszítéseikkel, a környezetük ismeretével, vagy eszközeikkel és erőforrásaikkal. A résztvevők kísérleti adatokat és létesítményeket biztosítanak a kutatók számára, új kérdéseket vetnek fel és új tudományos kultúrát hoznak létre."
A közösségi tudományt magánszemélyek, csoportok vagy önkéntesek hálózatai végezhetik. A közösségi tudósok gyakran együttműködnek hivatásos tudósokkal a közös célok elérése érdekében. A nagy önkéntes hálózatok gyakran lehetővé teszik a tudósok számára, hogy olyan feladatokat hajtsanak végre, amelyek más eszközökkel túl drágák vagy időigényesek lennének.
Számos közösségi tudományos projekt szolgál oktatási és tájékoztatási célokat. Ezek a projektek formális tantermi környezethez vagy informális oktatási környezethez, például múzeumok számára készülhetnek.
A közösségi tudomány az elmúlt négy évtizedben fejlődött. A legújabb projektek nagyobb hangsúlyt fektetnek a tudományosan megalapozott gyakorlatokra és a közoktatás mérhető céljaira. A modern közösségi tudomány elsősorban abban különbözik történelmi formáitól, hogy részvételt biztosít a nyilvánosság számára, ezáltal nagyobb méreteket ölt. A technológiát a közösségi tudományos tevékenység legutóbbi robbanásának egyik fő mozgatórugójaként tartják számon.

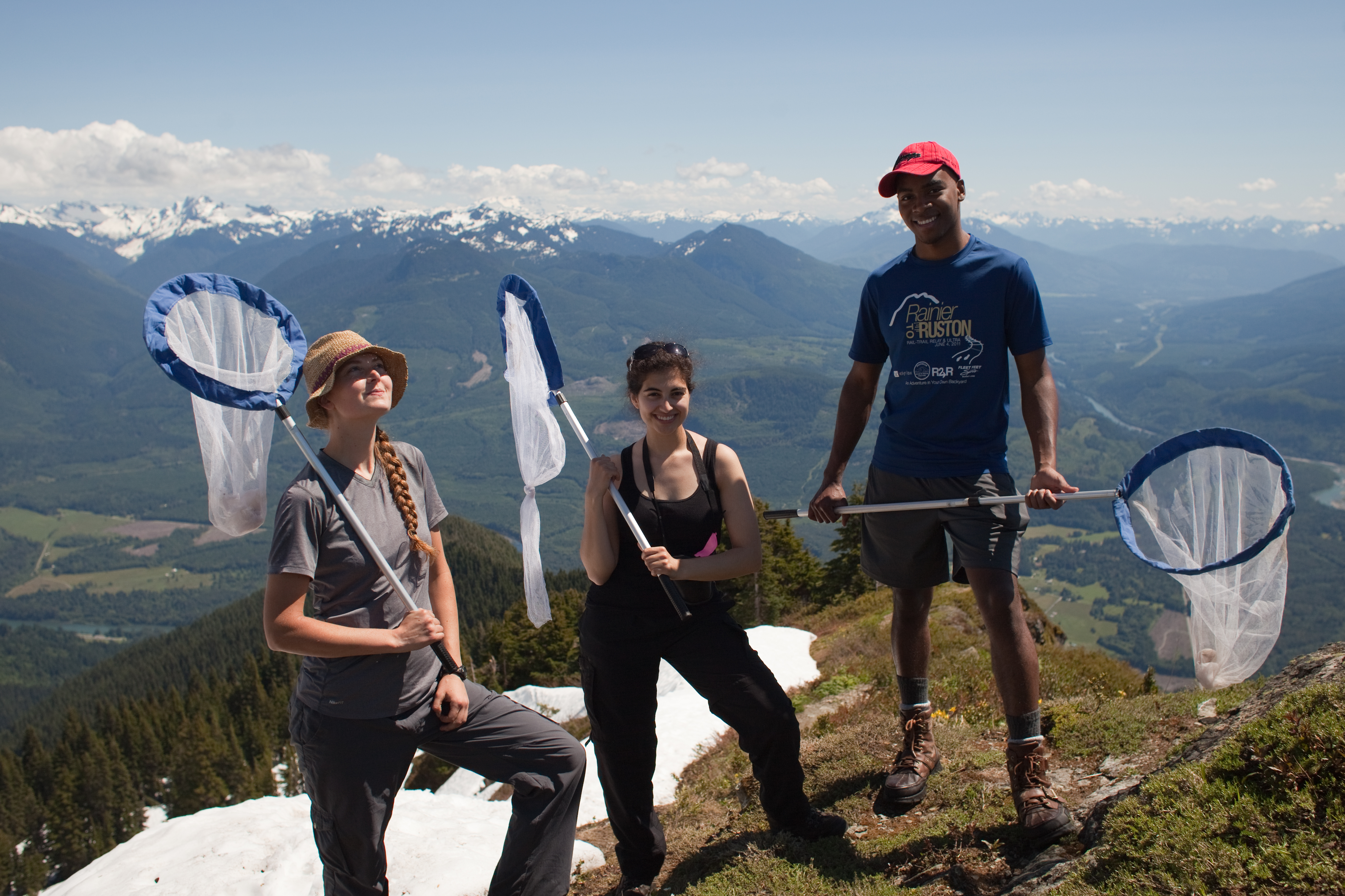
A Sauk-hegyen látható Cascades Butterfly Citizen Science Team tagjai

2020 februárjában a Timber Press (Workman Publishing Company) kiadta a "The Field Guide to Citizen Science" című gyakorlati útmutatót mindazok számára, akik érdeklődnek a közösségi tudfomány iránt.

### Alternatív meghatározások
A közösségi tudományának egyéb meghatározásait is javasolták. Például Bruce Lewenstein, a Cornell Egyetem Kommunikációs és S&amp;TS részlege három lehetséges definíciót ír le:
- A nem tudósok részvétele az egyedi tudományos protokollok szerinti adatgyűjtés folyamatában, valamint az adatok felhasználásának és értelmezésének folyamatában.[14]
- A nem tudósok bevonása a technikai vagy tudományos elemeket hordozó politikai kérdések valódi döntéshozatalába.[14]
- A kutatók bevonása a demokratikus és politikai folyamatba.[14]

Egy 2014-es Mashable cikk a következőképpen definiálja a közösségi tudóst: "Bárki, aki idejével és erőforrásaival önként hozzájárul professzionális tudósokkal együttműködve a tudományos kutatáshoz."

### Előnyök és korlátok
Az állampolgárok részvétele a tudományos projektekben a kíváncsiság és a tudomány jobb megértésének ösztönzési eszközévé vált, valamint példátlan kapcsolatot épít a professzionális tudósok és a nagyközönség között. A National Park Service által 2008-ban közzétett kutatási jelentésben Brett Amy Thelen és Rachel K. Thiet a szakirodalomban korábban közölt következő aggályokat említi az önkéntesek által generált adatok érvényességével kapcsolatban:
- Egyes projektek nem alkalmasak az önkéntesek számára, például ha összetett kutatási módszereket alkalmaznak, vagy sok (gyakran ismétlődő) munkát igényelnek.[16]
- Ha az önkéntesek nem rendelkeznek megfelelő képzettséggel a kutatási és ellenőrzési protokollok terén, fennáll az elfogult adatgyűjtés veszélye.

Különösen az adatok pontosságának kérdése marad nyitva.  John Losey, a Lost Ladybug közösségi tudományos projekt létrehozója azzal érvelt, hogy a közösségi tudományos adatok költséghatékonysága felülmúlhatja az adatminőséggel kapcsolatos aggályokat, ha megfelelő módon kezelik őket.
2016 decemberében M. Kosmala, A. Wiggins, A. Swanson és B. Simmons szerzők a Frontiers in Ecology and the Environment folyóiratban tanulmányt tettek közzé "Az adatok minőségének értékelése a közösségi tudományban" címmel. Az összefoglaló leírja, hogy az ökológiai és környezeti közösségi tudományos projektek milyen hatalmas potenciállal bírnak a tudomány előmozdításában. A közösségi tudományos projektek befolyásolhatják a szabályozást és támogathatják az erőforrás-menedzsmentet olyan adatkészletek előállításával, amelyeket egyébként nem lenne kifizetődő létrehozni.  A "Dióhéjban" (3. oldal) részben négy következtetés szerepel. Ezek a következők: Sablon:Quote frame
1. A közösségi tudósok által létrehozott adatkészletek megbízhatóan magas minőségűek lehetnek, hasonlóan a szakemberek által készített adatokhoz.
2. Az egyéni önkéntesek pontossága változó, a feladat nehézségétől és az önkéntes tapasztalatától függően. Számos módszer létezik a pontosság kellő szintre történő növelésére.
3. A közösségi adatállományokban előforduló elfogultságok legtöbb típusa megtalálható a professzionálisan előállított adatkészletekben is, és azok az ismert statisztikai eszközök segítségével kezelhetők.
4. A közösségi tudományos projektek bírálóinak meg kell vizsgálniuk az iterált projekttervezést, az önkéntesekre és adatelemzésekre vonatkozó szabályok szabványosságát és megfelelőségét, a metaadatok rögzítését és a pontosság értékelését.

Arra a következtetésre jutottak, hogy a közösségi tudomány népszerűsödésével és beérésével a projekt sikereinek kulcsfontosságú mutatója az adatminőség iránti növekvő tudatosság lesz. Arra a következtetésre jutottak továbbá, hogy a közösségi tudomány általános eszközként fog megjelenni, amely segít "az egyébként megszerezhetetlen, magas színvonalú adatok gyűjtésében a szabályozás és az erőforrás-gazdálkodás, a természetvédelmi monitoring és az tudomány támogatása érdekében".
Egy 2018-ban közzétett tanulmány összehasonlította a pillangóminta-nyilvántartások szakmailag kurált adatkészletének használatát egy közösségi program, az eButterfly négyéves adataival . Az eButterfly adatkészletet használták, mivel az a helyszínen alkalmazott szakértői ellenőrzési eljárás miatt jó minőségűnek bizonyult. Létezett egy történelmi, nagyrészt intézményi adatkészlet is, amely ugyanarra a földrajzi területre terjedt ki. A szerzők megjegyzik, hogy ebben az esetben közösségi adatok újabb és kiegészítő információkat nyújtanak a mintadatokhoz. Öt új fajról számoltak be a közösségi adatok alapján, és a kombinált, közösségi adatokat is tartalmazó adatkészletben a fajok több mint 80% -ánál javultak a földrajzi eloszlási információk.
Számos közelmúltbeli tanulmány kezdte feltárni a közösségi tudományos projektek pontosságát, és azt, hogy miként lehet előrejelezni a pontosságot olyan változók alapján, mint a gyakorlók szakértelme. Az egyik példa egy Edgar Santos-Fernandez és Kerrie Mengersen (British Ecological Society) által 2021-ben publikált tanulmány, amely a legújabb R és Stan kódokat használva értékelte a fajok Serengeti (Tanzánia) közösségi tudósok általi azonosításának pontosságát. Ez betekintést nyújtott az ilyen folyamatok lehetséges problémáiba, beleértve a „megkülönböztető és a találgatási viselkedést”. A kutatók megállapították, hogy a polgári tudósok képzettségi szintje és szaktudása alapján történő osztályozásának módszerei megkönnyíthetik az általuk végzett tanulmányok elemzését.

## Etikai kérdések
Különböző tanulmányok jelentek meg a közösségi tudomány etikájáról, ideértve a szellemi tulajdonhoz és a projekt tervezéséhez kapcsolódó aspektusokat .  A Cornell Ornitology Lab laboratóriumában működő Citizen Science Association (CSA) és a berlini Museum für Naturkunde székhelyű Európai Citizen Science Association (ECSA) etikai és alapelvekkel foglalkozó munkacsoportokkal rendelkezik.
2015 szeptemberében az Európai Citizen Science Association (ECSA) közzétette a Közösségi tudomány tíz alapelvét, amelyeket az ECSA "A legjobb gyakorlatok megosztása és kapacitásépítés" munkacsoportja dolgozott ki a londoni Természettudományi Múzeum vezetésével, az egyesület számos tagjának közreműködésével.
1. A közösségi tudományos projektek aktívan bevonják az állampolgárokat olyan tudományos törekvésekbe, amelyek új ismereteket vagy megértést generálnak. A polgárok közreműködőként, együttműködőként vagy projektvezetőként léphetnek fel, és jelentős szerepet tölthetnek be a projektben.
2. A közösségi tudományos projekteknek valódi tudományos eredménye van, például egy kutatási kérdés megválaszolása vagy a természetvédelmi intézkedések, az irányítási döntések vagy a környezetvédelmi politika elősegítése.
3. A részvétel mind a hivatásos tudósok, mind a közösségi tudósok számára előnyökkel jár. Az előnyök közé tartozhat a kutatási eredmények publikálása, a tanulási lehetőségek, a személyes elégedettség, a társadalomra gyakorolt pozitív hatások, küldetéstudat a tudományos bizonyítékokhoz való hozzájárulás révén, pl. helyi, nemzeti és nemzetközi problémák kezelése, és ezen keresztül a szabályozás befolyásolásának lehetősége.
4. A közösségi tudósok, részt vehetnek a tudományos folyamat több szakaszában. Ez magában foglalhatja a kutatási kérdés kidolgozását, a módszer tervezését, az adatok összegyűjtését és elemzését, valamint az eredmények közlését.
5. A közösségi tudósok visszajelzéseket kapnak a projektről. Például arról, hogy miként használják fel adataikat, valamint a kutatási, politikai vagy társadalmi eredményekről.
6. A közösségi tudomány a korlátaival és az elfogultságaival együtt kutatási megközelítésnek tekinthető, amelyeket figyelembe kell venni és ellenőrizni kell. A hagyományos kutatási megközelítésektől eltérően azonban a közösségi tudomány lehetőséget nyújt a nyilvánosság nagyobb mértékű bevonására és a tudomány demokratizálására.
7. A közösségi tudományos projektek és metaadatok nyilvánosan hozzáférhetővé válnak, és ahol lehetséges, az eredményeket nyílt hozzáférésű formátumban teszik közzé. Adatmegosztás történhet a projekt során vagy azt követően, kivéve, ha ezt biztonsági vagy adatvédelmi aggályok akadályozzák.
8. A közösségi tudósok elismerést kapnak a projekt eredményeiben és a publikációkban.
9. A közösségi tudományos programokat tudományos eredményeik, adatminőségük, résztvevői tapasztalataik és szélesebb társadalmi vagy politikai hatásuk alapján értékelik.
10. A polgári tudományos projektek vezetői figyelembe veszik a szerzői jogokkal, a szellemi tulajdonjogokkal, az adatmegosztási megállapodásokkal, a titoktartással, a hozzárendeléssel és a tevékenységek környezeti hatásával kapcsolatos jogi és etikai kérdéseket.

„# Citizen science projects actively involve citizens in scientific endeavour that generates new knowledge or understanding. Citizens may act as contributors, collaborators, or as project leader and have a meaningful role in the project.
1. Citizen science projects have a genuine science outcome. For example, answering a research question or informing conservation action, management decisions or environmental policy.
2. Both the professional scientists and the citizen scientists benefit from taking part. Benefits may include the publication of research outputs, learning opportunities, personal enjoyment, social benefits, satisfaction through contributing to scientific evidence e.g. to address local, national and international issues, and through that, the potential to influence policy.
3. Citizen scientists may, if they wish, participate in multiple stages of the scientific process. This may include developing the research question, designing the method, gathering and analysing data, and communicating the results.
4. Citizen scientists receive feedback from the project. For example, how their data are being used and what the research, policy or societal outcomes are.
5. Citizen science is considered a research approach like any other, with limitations and biases that should be considered and controlled for. However unlike traditional research approaches, citizen science provides opportunity for greater public engagement and democratisation of science.
6. Citizen science project data and meta-data are made publicly available and where possible, results are published in an open access format. Data sharing may occur during or after the project, unless there are security or privacy concerns that prevent this.
7. Citizen scientists are acknowledged in project results and publications.
8. Citizen science programmes are evaluated for their scientific output, data quality, participant experience and wider societal or policy impact.
9. The leaders of citizen science projects take into consideration legal and ethical issues surrounding copyright, intellectual property, data sharing agreements, confidentiality, attribution, and the environmental impact of any activities.”

## Gazdasági érték
Világszerte növekszik a közösségi tudományban való részvétel. A Marc Kuchner és Kristen Erickson által 2018 júliusában összeállított, az első öt közösségi tudományos közösség listája összesen 3,75 millió résztvevőt mutat, bár valószínűleg jelentős átfedés van a közösségek között.

## Kapcsolatok az oktatással és az egyetemekkel
Számos tanulmány jelent meg, amelyek megvizsgálják a közösségi tudomány helyét az oktatásban (pl.). A taneszközök tartalmazhatnak könyveket, tevékenységterveket vagy óravázlatokat (pl.). Néhány példa a tanulmányokra:
A Második Nemzetközi Természettudományi Kézikönyv (Mueller és Tippins 2011): "Közösségi tudomány, ökológiai és természettudományos oktatás: az oktatás újragondolása nulláról" című fejezete az összefoglalásban elismeri, hogy: "Egyre nagyobb hangsúlyt kap a tudományos oktatásban a fiatalok közösségi tudományba való bevonása. "
A közösségi tudományt úgy is leírták, hogy az kihívást jelent a "tudásteremtés hagyományos hierarchiái és struktúráira". :122

## Történet
A "közösségi tudomány" meglehetősen új kifejezés, de a gyakorlat maga régi. A 20. század előtt a tudomány gyakran úri tudósok, amatőr vagy önfinanszírozott kutatók elfoglaltsága volt, mint Sir Isaac Newton, Benjamin Franklin és Charles Darwin . A 20. század előtti női közösségi tudósok közé tartozik Florence Nightingale, aki "talán jobban testesíti meg a közösségi tudomány radikális szellemét".
Észak-Amerika brit gyarmatosítása során az első közösségi tudósok az amerikai gyarmatosítók voltak, akik rögzítették az időjárást, létrehozva ezzel a jelenleg az éghajlati adatok és a klímaváltozás becsléséhez felhasznált információk nagy részét. Ezek közé az emberek közé tartozott John Campanius Holm, aki az 1600-as évek közepén rögzítette a viharokat, valamint George Washington, Thomas Jefferson és Benjamin Franklin, akik Amerika alapításakor nyomon követték az időjárási mintákat. Munkájuk a minták azonosítására irányult a saját, valamint társaik és elődeik adatainak összegyűjtésével, nem pedig a tudományos területeken szerzett specifikus szakmai ismeretekkel.
A 20. század közepére azonban a tudományt az egyetemek és a kormányzati kutatólaboratóriumok alkalmazásában álló kutatók uralták. Az 1970-es évekre ez az átalakulás megkérdőjeleződött. Paul Feyerabend filozófus a "tudomány demokratizálását" szorgalmazta.  Erwin Chargaff biokémikus szorgalmazta, hogy a természetkedvelő amatőrök visszatérjenek a tudományhoz Descartes, Newton, Leibniz, Buffon és Darwin hagyományai szerint – a tudományt a "közösségnek kell uralnia, nem pedig a pénzre elfogult technikai bürokratáknak".
Egy 2016-os tanulmány azt jelzi, hogy a közösségi tudomány legnagyobb hatása a biológia, a természetvédelem és az ökológia kutatására van, és elsősorban az adatok gyűjtésére és osztályozására alkalmazzák.

### Amatőrcsillagászat

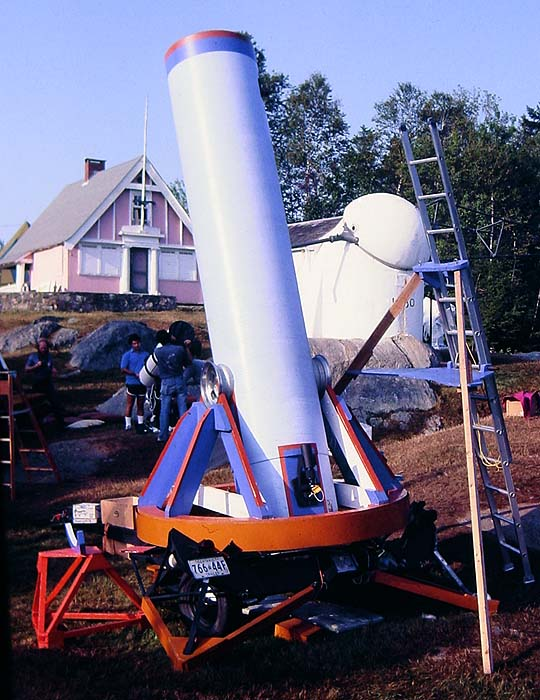
Az amatőrcsillagászok saját felszerelést építhetnek, és csillagpartikat és összejöveteleket tarthatnak, mint például a Stellafane

A csillagászat régóta olyan terület, amelyhez az amatőrök hozzájárultak az idők során, egészen a mai napig. Konkoly Thege Miklós 1875-ben magyarországi meteorészlelő hálózatot szervezett amatőr észlelőkkel

## Fordítás
Ez a szócikk részben vagy egészben  a   Citizen science című angol Wikipédia-szócikk ezen változatának fordításán alapul.  Az eredeti cikk szerkesztőit annak laptörténete sorolja fel. Ez a jelzés csupán a megfogalmazás eredetét és a szerzői jogokat jelzi, nem szolgál a cikkben szereplő információk forrásmegjelöléseként.